# Hanna Tadeusiewicz
Hanna Tadeusiewicz (ur. 19 października 1939 w Łodzi) – polska polonistka, bibliolog, bibliotekarz, profesor nauk humanistycznych, specjalista z zakresu biografistyki bibliologicznej i czasopiśmiennictwa literackiego.

## Życiorys
Urodziła się w rodzinie inteligenckiej jako córka Romana i Walentyny Kostrzewskiej. Po ukończeniu w 1958 roku szkoły średniej studiowała polonistykę na Wydziale Filologicznym Uniwersytetu Łódzkiego. W 1963 roku obroniła pracę magisterską pt. Problematyka aktualna w twórczości Juliana Ursyna Niemcewicza napisaną pod kierunkiem prof. Anieli Kowalskiej. 

## Kariera zawodowa
Od 1964 roku pracowała w Bibliotece Głównej Uniwersytetu Łódzkiego. Do 1983 roku zatrudniona w Oddziale Prac Naukowych przy pracach redakcyjnych nad Słownikiem pracowników książki polskiej. W latach 1978–1982 pełniła funkcję kierownika Oddziału, a po przeniesieniu redakcji  do Katedry Bibliotekoznawstwa i Informacji Naukowej Uniwersytetu Łódzkiego otrzymała nominację na stanowisko kierownika tej pracowni (1990-2010).
W 1970 roku na Wydziale Filologicznym Uniwersytetu Łódzkiego uzyskała stopień doktora nauk humanistycznych w zakresie literatury polskiej na podstawie pracy „Czasopisma warszawskie z lat 1825-1830 jako obraz życia literackiego stolicy przed powstaniem listopadowym”, napisanej pod kierunkiem prof. Anieli Kowalskiej.
W 1972 roku zdała egzamin państwowy na stanowisko bibliotekarza dyplomowanego.
W latach 1984–2013 wchodziła w skład ministerialnej Komisji Egzaminacyjnej do przeprowadzania postępowania kwalifikacyjnego dla kandydatów na dyplomowanego bibliotekarza oraz dyplomowanego pracownika dokumentacji i informacji naukowej przy Ministrze Edukacji Narodowej, pełniąc funkcję zastępcy przewodniczącego tej Komisji (1996-999) oraz  przewodniczącego (1999-2002, 2005, 2008).
W 1984 roku uzyskała stopień doktora habilitowanego nauk humanistycznych w zakresie nauki o książce oraz stanowisko docenta w Katedrze Bibliotekoznawstwa i Informacji Naukowej Uniwersytetu Łódzkiego, którą kierowała w latach 1987-2010.
W latach 1984–1987 pełniła funkcję kierownika Zaocznego Studium Bibliotekoznawstwa i Informacji Naukowej Uniwersytetu Łódzkiego.
Pełniła obowiązki prodziekana Wydziału Filologicznego Uniwersytetu Łódzkiego (1990-1996)
W roku 1991 została członkiem Zespołu Kierunkowego Bibliotekoznawstwa i Informacji Naukowej Centralnego Ośrodka Metodycznego Studiów Nauczycielskich Wyższej Szkoły Pedagogicznej w Krakowie.
W 1993 roku powołana  na członka Rady Naukowej Biblioteki Polskiej Akademii Nauk w Warszawie. 
W 1994 roku otrzymała tytuł naukowy profesora nauk humanistycznych, rok później stanowisko profesora nadzwyczajnego, a w 1997 roku – profesora zwyczajnego.
Pracowała w Komisjach Senackich Uniwersytetu Łódzkiego: Komisji Odwoławczej do Spraw Oceny Nauczycieli Akademickich (1994), Komisji do Spraw Nauczania i Spraw Studenckich (1996) i Komisji Dyscyplinarnej dla Studentów (1999).
Od 2000 roku juror Komisji Stowarzyszenia Bibliotekarzy Polskich na najlepszą pracę magisterską - „Nagroda Młodych SBP”.
Od 2002 roku członek Komisji Stowarzyszenia Bibliotekarzy Polskich do spraw Nagrody Naukowej im. Adama Łysakowskiego.
W latach 2003–2008 przewodniczyła Radzie Bibliotecznej Biblioteki Uniwersyteckiej w Łodzi.
W 2008 roku była członkiem Rady Programowej Sesji Jubileuszowej w 100 rocznicę śmierci Karola Estreichera, zorganizowanej przez Bibliotekę Narodową i Stowarzyszenie Bibliotekarzy Polskich. 
Uczestniczyła w wielu ogólnopolskich i międzynarodowych sesjach i konferencjach naukowych. 
Od 1 X 2013 na emeryturze.

## Praca i dorobek naukowy
Specjalizuje się w biografistyce bibliologicznej, czasopiśmiennictwie literackim, prasie zawodowej drukarzy polskich oraz historii książki. Jej dorobek naukowy obejmuje około190 pozycji.
Prowadziła prace techniczne, redakcyjne i autorskie nad wydaniem Słownika pracowników książki polskiej, do którego opracowała ok. 200 haseł.
Opracowała liczne biogramy ludzi książki. Współpracowała z redakcjami - Polskiego słownika biograficznego, Encyklopedii wiedzy o książce, Słownika badaczy literatury polskiej, Słownika biograficznego Wielkopolski południowo-wschodniej: ziemi kaliskiej.
Jest autorką publikacji Straty osobowe księgarstwa polskiego w latach 1939–1945, prezentującej 264 biogramy księgarzy i wydawców polskich.
Opracowała sylwetki lekarzy związanych z książką oraz lekarzy współtwórców Biblioteki Publicznej w Łodzi opublikowane w „Biuletynie Głównej Biblioteki Lekarskiej”. Napisała liczne wspomnienia pośmiertne publikowane m.in. w „Sprawozdaniach  z Czynności i Posiedzeń Naukowych Łódzkiego Towarzystwa Naukowego.
Prowadziła studia nad dziejami polskich czasopism literackich, badała kilka tytułów, tworząc podwaliny wiedzy o czasopiśmiennictwie literackim XIX w. Duże zasługi ma jako badaczka specjalistycznych periodyków o tematyce drukarskiej. Wydała monografie kilkunastu przedwojennych czasopism z tej dziedziny.
Od 1989 roku przewodniczyła zespołowi redakcyjnemu Bibliografii historii Kalisza.
W latach 1991–2004 redagowała czasopismo Katedry Bibliotekoznawstwa i Informacji Naukowej oraz Biblioteki Uniwersytetu Łódzkiego – Acta Universitatis Lodziensis. Folia Librorum.
Wchodziła w skład redakcji serii wydawniczej Nauka - Dydaktyka - Praktyka, wydawanej przez Stowarzyszenie Bibliotekarzy Polskich.
Opracowała spisy prac magisterskich, doktorskich i habilitacyjnych z zakresu bibliotekoznawstwa, czasopiśmiennictwa i informacji naukowej napisanych w Uniwersytecie Łódzkim.
Jest recenzentem rozpraw doktorskich, habilitacyjnych, dorobku naukowego do wniosków o tytuły profesorskie, wniosków o dotacje z Komitetu Badań Naukowych oraz opinii dla wydawnictw.

## Praca dydaktyczna
W latach 1970–2014 była wykładowcą, głównie z przedmiotu historia książki w Katedrze Bibliotekoznawstwa i Informacji Naukowej Uniwersytetu Łódzkiego.
Prowadziła zajęcia w ośrodkach kształcenia nauczycieli w Łowiczu i Piotrkowie Trybunalskim (od 1975).
Od roku 1985 pracowała jako konsultant, wykładowca i przewodnicząca Komisji Kwalifikacyjnej dla Bibliotekarzy Wojewódzkiego Ośrodka Metodycznego w Łodzi.
Jest promotorem ponad 200 licencjatów i magistrów oraz 11 doktorów w zakresie bibliologii.

## Stowarzyszenia i organizacje
Stowarzyszenie Bibliotekarzy Polskich (SBP) od 1969
Łódzkie Towarzystwo Przyjaciół Książki (od 1970)
Łódzkie Towarzystwo Naukowe (ŁTN) od 1984; zastępca przewodniczącego i sekretarza Wydziału I (1985-2003); członek Komisji Rewizyjnej (2006)
Kaliskie Towarzystwo Przyjaciół Nauk (1988)
Polskie Towarzystwo Bibliologiczne (1996)
Komisja Historii Książki i Bibliotek Komitetu Nauk Historycznych Wydziału I Nauk Społecznych Polskiej Akademii Nauk (2005)

## Odznaczenia i nagrody
- Krzyż Kawalerski Orderu Odrodzenia Polski (2009)
- Złoty Krzyż Zasługi (1987)
- Medal Komisji Edukacji Narodowej (1996)
- Honorowa Odznaka Stowarzyszenia Bibliotekarzy Polskich (1999)
- Medal 50-lecia Uniwersytetu Łódzkiego (1995)
- Medal „Uniwersytet Łódzki w Służbie Społeczeństwa i Nauki” (1987)
- Złota Odznaka Uniwersytetu Łódzkiego (1986)
- Nagroda Ministra Nauki i Szkolnictwa Wyższego (1971, 1973)
- Nagroda Ministra Edukacji Narodowej (1998, 2002, 2005)
- Nagroda Wydziału Kultury i Sztuki Urzędu Miasta Łodzi (1980, 1988)
- Odznaka „Zasłużony Działacz Kultury” (1982)
- Nagrody Rektora Uniwersytetu Łódzkiego za działalność naukową i dydaktyczną[1][2][9]

## Publikacje
- H. Tadeusiewicz: Drukarstwo polskie drugiej połowy XIX wieku w świetle fachowych czasopism drukarzy z lat 1872-1900 : problematyka zawodowa i społeczna. Łódź : Uniwersytet Łódzki,1982
- H. Tadeusiewicz, I. Treichel: Straty osobowe księgarstwa polskiego w latach 1939–1945.  Łódź : Wydawnictwo Uniwersytetu Łódzkiego, 1993.
- Słownik pracowników książki polskiej : suplement 2 . Pod red. Hanny Tadeusiewicz. Warszawa : Wydaw. SBP, 2000
- Słownik pracowników książki polskiej : suplement 3 . Pod red. Hanny Tadeusiewicz. Warszawa : Wydaw. SBP, 2010
- Słownik pracowników książki polskiej : suplement 4. Pod red. M. Rzadkowolskiej ; zespół red. H. Tadeusiewicz, A. Walczak-Niewiadomska.    Warszawa : Wydawnictwo SBP, 2016